# Nicole Brossard
Nicole Brossard (27 de noviembre de 1943) es una poeta y novelista francesa-canadiense.
Vive en Outremont, un suburbio de Montreal, Canadá.

## Biografía
Escribió su primera colección en 1965, Aube à la saison.  La colección L'Eco bouge marcó una rotura en la evolución de su poesía que incluyó una participación abierta y activa en acontecimientos culturales numerosos (como recitales de poesía). En 1975,  participó en una reunión de escritores sobre mujeres, un punto que marca tanto una función de activista en la lucha feminista y escribiendo poesía que deviene más personal en tono y subjetividad. Hay dos polos en su escritura, estético y político: por un lado su modernismo y avant-gardism; y en el otro lo sensual y la activista que muestra espectáculos comprometidos a una conciencia feminista.
Brossard fundó un diario feminista, Les têtes de pioches, y escribió la obra Le nef des sorcières (primero en 1976). En 1982,  funda la casa editorial: L'Intégrale éditrice.
Los archivos Nicole Brossard están localizados en el Montreal céntrico de la Bibliothèque et Archivos nationales du Québec.